# Mine de Dikulushi
La mine de Dikulushi, est une mine à ciel ouvert de cuivre et d'argent située dans la province de Katanga en République démocratique du Congo. Elle a commencé à fonctionner en 2002.